# 巴勒海托赫

黄色：比利时的外飛地巴勒海托赫
白色：荷兰巴勒拿骚

巴勒海托赫（荷蘭語發音：[ˌbaːrlə ˈɦɛrtɔx]，法語發音：[baʁl dyk]）是比利时弗拉芒大區安特衛普省蒂倫豪特區的一个市镇，通行荷蘭語，是弗拉芒社群的一部分，面积7.48平方千米，人口2,865人（2020年1月1日）。巴勒海托赫是巴勒的比利时部分，其市區大部分是落在荷蘭北布拉班特省巴勒拿骚境內的小面積飛地。